# Districtul Timgad
Timgad este un district din provincia Batna, Algeria.